# Cynodon meionactis
Cynodon meionactis är en fiskart som beskrevs av Géry, Le Bail och Keith, 1999. Cynodon meionactis ingår i släktet Cynodon och familjen Cynodontidae. Inga underarter finns listade i Catalogue of Life.